# هانا نيومان
هانا نيومان (بالألمانية: Hanna Neumann) (و. 1914 – 1971 م) هي رياضياتية، وعالمة، وأستاذة جامعية من ألمانيا، وأستراليا، ولدت في برلين، كانت عضوةً في الأكاديمية الأسترالية للعلوم، توفيت في أوتا، عن عمر يناهز 57 عاماً.

## التعليم
تعلمت في كلية سانت آن ‏، وجامعة غوتينغن.

## جوائز
حصلت على جوائز منها:
- زمالة الأكاديمية الأسترالية للعلوم.